# Ian Holloway
Ian Scott Holloway est un footballeur puis entraîneur anglais né le 12 mars 1963 à Kingswood. Il évolue au poste de milieu de terrain du début des années 1980 à la fin des années 1990.
Il fait l'essentiel de sa carrière au Bristol Rovers, il joue également notamment au Queens Park Rangers.
Reconverti entraîneur, il dirige principalement le Bristol Rovers et les Queens Park Rangers.

## Carrière de joueur
Holloway passe la majorité de sa carrière de joueur à Bristol Rovers, dont le début et la fin de sa carrière.

## Carrière d'entraineur
Holloway signe pour Bristol Rovers, son club d'enfance, en tant qu'entraîneur-joueur en 1996. Il y reste jusqu'en 2001. En février 2001, il devient l'entraîneur de Queens Park Rangers, un club menacé par la relégation. Malgré ses efforts, à la fin de la saison le club est relégué en Division Two (troisième division anglaise), mais Holloway en reste l'entraîneur. Il mène le club en Championship (D2) en 2004. 
Le 28 juin 2006, Holloway devient entraîneur de Plymouth Argyle, un club de Championship (D2), et promet de mener le club à la Premier League. Il ne réalise pas son but, et en novembre 2007 il devient entraîneur de Leicester City, autre club en deuxième division anglaise. Avec Leicester City, il subit la relégation à la fin de sa première saison, et ensuite quitte le club. 
Le 21 mai 2009, presque un an après avoir quitté Leicester City, il signe pour Blackpool FC. Avec les Seasiders, il jouit de sa première promotion, après les playoffs en 2010 où ils battent Cardiff City. La saison 2010-2011 est donc sa première en Premier League, mais malgré une bonne première partie de saison, le club est relégué à l'issue de la dernière journée. Le 3 novembre 2012, il quitte son poste pour rejoindre Crystal Palace. 